# Паршутін Олег Володимирович
Оле́г Володи́мирович Паршу́тін (1975—2014) — молодший сержант Державної прикордонної служби України.

## Життєпис
Народився 1975 року в місті Кіровоград. Добре грав у хокей, захоплювався випалюванням по дереву. Закінчив кіровогррадську школу № 4; 1993 року — Центральноукраїнське вище професійне училище імені Миколи Федоровського (тоді ПТУ № 4) за спеціальністю «слюсар — ремонтник». За мирних часів працював на Кіровоградському хлібозаводі — протягом 17 років.
У часі війни — молодший інспектор прикордонної служби 1-ї категорії другого відділення інспекторів прикордонної служби відділу «Іловайськ» Донецького прикордонного загону. Призваний разом із рідним братом.
Загинув 31 липня під час мінометного обстрілу терористами прикордонної застави Василівка Амвросіївського району. Серед полеглих — Олександр Басак, Сергій Гулюк, Олег Паршутін, Юрій Філіповський, Ростислав Черноморченко.
Похований в місті Кіровоград 2 серпня 2014 року, Ровенське кладовище, Алея Слави.
Без Олега лишились мама Марія Дем'янівна, брат, дружина Оксана та донька Юлія.

## Нагороди
8 серпня 2014 року — за особисту мужність і героїзм, виявлені у захисті державного суверенітету та територіальної цілісності України, вірність військовій присязі під час російсько-української війни, відзначений — нагороджений орденом «За мужність» III ступеня (посмертно).

## Вшанування пам'яті
- в Кропивницькому існує вулиця Олега Паршутіна (колишня Аерофлотська)
- 27 серпня 2016-го відкрито та освячено меморіальну дошку в місті Кропивницький — на стіні біля центрального в'їзду до ПАТ «Кіровоградський хлібозавод»
- нагороджений відзнакою «За заслуги 2 ступеня» (посмертно; рішення виконкому Кіровоградської ради від 26 серпня 2014 року).